# Gösta Reuter
Gustaf Vilhelm Reuter, mer känd som Gösta Reuter, född 12 november 1907 i Göteborgs domkyrkoförsamling, död 10 november 1993 i Oscars församling, Stockholm, var en svensk skeppsredare. Han var farfars bror till skådespelaren Suzanne Reuter.
Gösta Reuter, som var son till grosshandlaren Gustaf Reuter och Sigrid Strömmers, bedrev studier i England 1925 och 1926 samt i Frankrike 1927. Han blev verkställande direktör för Rederi AB Tergus 1929 och gick över till AB Bensintransport 1934, där han också var VD samt satt i bolagets styrelse. Andra styrelseuppdrag han hade var i Rederi AB Reuter, Reuters Handels AB, AB Cura och Rederi AB Turego.
Han var gift första gången 1939–1945 med skådespelaren Sickan Carlsson (1915–2011) och andra gången 1946 med Märtha Larsson (1915–1983). Han hade barnen Ingegerd (född 1940), Elisabeth (född 1941), Stellan (född 1949), Estelle (född 1954) och Gösta (född 1954).
Han är begravd i Reuterska familjegraven på Vimmerby kyrkogård.